# Lista de estrelas e anãs marrons mais próximas

Mapa 3D animado das estrelas mais próximas, centradas no Sol

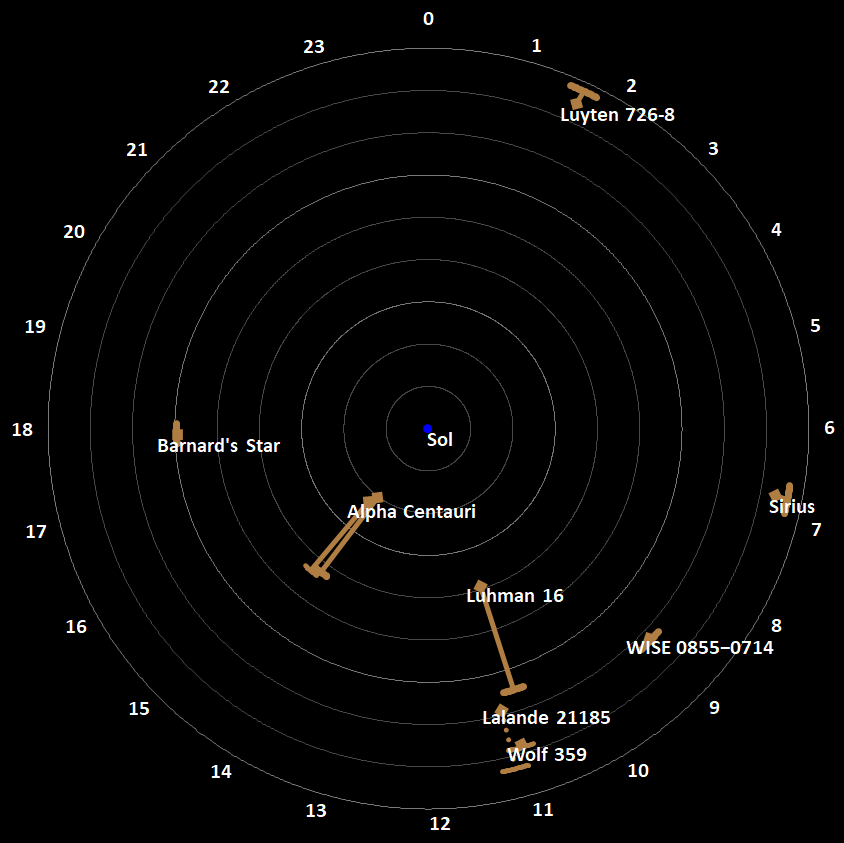
Um mapa de radar de todos os objetos estelares ou sistemas estelares dentro de 9 anos-luz de seu centro, o Sol. Suas posições são marcadas com diamantes e inseridas de acordo com sua ascensão reta em ângulo de horas indicado na borda do disco de referência do mapa e de acordo com sua declinação. A segunda marca mostra a distância de cada um do Sol, com os círculos concêntricos indicando a distância em passos de um ano-luz. Para dentro de 12 anos, veja este mapa

Esta lista cobre todas as estrelas conhecidas, anãs marrons e subanãs marrons dentro de 20 anos-luz (6.13 parsecs) do Sol. Até agora, 131 desses objetos foram encontrados, dos quais apenas 22 são brilhantes o suficiente para serem vistos sem um telescópio. A luz visível precisa atingir ou exceder o brilho mais fraco para ser visível a olho nu da Terra, 6.5 de magnitude aparente.
Os 131 objetos conhecidos estão ligados em 94 sistemas estelares. Dessas, 103 são estrelas da sequência principal: 80 anãs vermelhas e 23 estrelas "típicas" com maior massa. Além disso, os astrônomos encontraram seis anãs brancas (estrelas que esgotaram todo o hidrogênio fundível), 21 anãs marrons, bem como uma subanã marrom, WISE 0855−0714 (possivelmente um planeta órfão). O sistema mais próximo é Alpha Centauri, com Proxima Centauri como a estrela mais próxima desse sistema, a 4.2465 anos-luz da Terra. O objeto mais brilhante, massivo e luminoso entre os 131 é Sirius A, que também é a estrela mais brilhante do céu noturno da Terra; sua companheira anã branca Sirius B é o objeto mais quente entre eles. O maior objeto dentro dos 20 anos-luz é Procyon.
O Sistema Solar e as outras estrelas/anãs listados aqui estão atualmente se movendo dentro (ou perto) da Nuvem Interestelar Local, com aproximadamente 30 anos-luz de diâmetro. A Nuvem Interestelar Local está, por sua vez, contida dentro da Bolha Local, uma cavidade no meio interestelar com cerca de 300 anos-luz de diâmetro. Ele contém a Ursa Maior e o aglomerado estelar Hyades, entre outros. A Bolha Local também contém a Nuvem-G como vizinha, que contém as estrelas Alpha Centauri e Altair. No contexto galáctico, a Bolha Local é uma pequena parte do Braço de Órion, que contém a maioria das estrelas que podemos ver sem um telescópio. O braço de Órion é um dos braços espirais da nossa galáxia, a Via Láctea.

## Astrometria
A maneira mais fácil de determinar a distância estelar ao Sol para objetos nessas distâncias é a paralaxe, que mede o quanto as estrelas parecem se mover contra objetos de fundo ao longo da órbita da Terra ao redor do Sol. Como um parsec (segundo-paralaxe) é definido pela distância de um objeto que parece se mover exatamente um segundo de arco contra objetos de fundo, estrelas a menos de 5 parsecs de distância terão paralaxes medidas de mais de 0.2 segundos de arco ou 200 milisegundos de arco. A determinação de posições passadas e futuras depende de medições astrometricas precisas de sua paralaxe e movimentos próprios totais (até que ponto eles se movem no céu devido à sua velocidade real em relação ao Sol), juntamente com velocidades radiais determinadas espectroscopicamente (sua velocidade diretamente em direção ou longe de nós, que combinado com o movimento próprio define seu verdadeiro movimento através do céu em relação ao Sol). Ambas as medições estão sujeitas a erros crescentes e significativos em períodos de tempo muito longos, especialmente durante os vários milhares de anos necessários para que as estrelas se movam visivelmente uma em relação à outra.
Com base nos resultados do segundo lançamento de dados da sonda espacial Gaia de abril de 2018, estima-se que 694 estrelas se aproximarão do Sistema Solar em menos de 5 parsecs nos próximos 15 milhões de anos. Destes, 26 têm uma boa probabilidade de chegar a 1.0 parsec (3.3 anos-luz) e outros 7 a 0.5 parsecs (1.6 anos-luz). Este número é provavelmente muito maior, devido ao grande número de estrelas necessárias para serem pesquisadas; uma estrela se aproximando do Sistema Solar há 10 milhões de anos, movendo-se a uma velocidade típica do Sol de 20 a 200 quilômetros por segundo, estaria de 600 a 6.000 anos-luz do Sol atualmente, com milhões de estrelas mais próximas do Sol. O encontro mais próximo do Sol previsto até agora é a estrela anã laranja de baixa massa Gliese 710/HIP 89825 com aproximadamente 60% da massa do Sol. Atualmente, está previsto que passe 19.300 ± 3.200 unidades astronômicas (0.305 ± 0.051 anos-luz) do Sol em 1.280+0.041
−0.039 milhões de anos a partir do presente, perto o suficiente para perturbar significativamente a nuvem de Oort do Sistema Solar.

## Lista
| $                 | Estrela brilhante (magnitude absoluta de +8.5 ou mais brilhante) |
| ‡                 | Anã branca                                                       |
| §                 | Anã marrom                                                       |
| &                 | Subanã marrom ou planeta órfão                                   |
| *                 | Mais próximo na constelação                                      |
| Visível a olho nu | Visível a olho nu (magnitude aparente de +6.5 ou mais brilhante) |

As classes das estrelas e anãs marrons são mostradas na cor de seus tipos espectrais (essas cores são derivadas de nomes convencionais para os tipos espectrais e não representam necessariamente a cor observada da estrela). Muitas anãs marrons não são listadas pela magnitude visual, mas são listadas pela magnitude aparente da banda J do infravermelho-próximo devido ao quão fracas (e muitas vezes invisíveis) elas são nas bandas de cores visíveis (U, B ou V). A magnitude absoluta (com onda eletromagnética, banda 'leve' indicada em subscrito) é uma medida a uma distância de 10 parsecs através do espaço vazio imaginário desprovido de toda a sua poeira e gás esparsos. Algumas das paralaxes e distâncias resultantes são medições grosseiras.
| Designação                                                          | Designação                                       | Distância (ly (±err))→ | Constelação | Coordenadas: RA, Dec (Ep J2000, Eq J2000) | Classificação estelar | Massa       | Magnitude (mV ou mJ) | Magnitude (mV ou mJ) | Paralaxe (mas (±err)) | Notas e referências adicionais |
| Sistema                                                             | Estrela ou (sub) anã marrom                      | Distância (ly (±err))→ | Constelação | Coordenadas: RA, Dec (Ep J2000, Eq J2000) | Classificação estelar | M☉          | App.                 | Abs.                 | Paralaxe (mas (±err)) | Notas e referências adicionais |
| ------------------------------------------------------------------- | ------------------------------------------------ | ---------------------- | ----------- | ----------------------------------------- | --------------------- | ----------- | -------------------- | -------------------- | --------------------- | --- |
| Sistema Solar                                                       | Sol (Sol)$                                       | 0.0000158              | N/A         | N/A                                       | G2V                   | 1           | −26.74               | 4.85                 | N/A                   | Oito planetas reconhecidos e mais planetas anões                                                                                         |
| Alpha Centauri                                                      | Proxima Centauri (C, V645 Centauri)              | 4.2465 ±0.0003         | Cen*        | 14h 29m 43.0s −62° 40′ 46″                | M5.5Ve                | 0.122       | 11.09                | 15.53                | 768.0665 ±0.0499      | Estrela eruptiva, dois exoplanetas confirmados (b, 2016 e d, 2022) e um terceiro exoplaneta em disputa (c, 2019)                         |
| Alpha Centauri                                                      | Rigil Kentaurus (A)$                             | 4.3441 ±0.0022         | Cen*        | 14h 39m 36.5s −60° 50′ 02″                | G2V                   | 1.079       | 0.01                 | 4.38                 | 750.81 ±0.38          | Um candidato a exoplaneta em zona habitável de imagem direta (Candidate 1) (2021)                                                        |
| Alpha Centauri                                                      | Toliman (B)$                                     | 4.3441 ±0.0022         | Cen*        | 14h 39m 35.1s −60° 50′ 14″                | K1V                   | 0.909       | 1.34                 | 5.71                 | 750.81 ±0.38          | Exoplaneta b refutado em 2015 |
| Estrela de Barnard (BD+04°3561a)                                    | Estrela de Barnard (BD+04°3561a)                 | 5.9629 ±0.0004         | Oph*        | 17h 57m 48.5s +04° 41′ 36″                | M4.0Ve                | 0.144       | 9.53                 | 13.22                | 546.9759 ±0.0401      | Estrela eruptiva, maior movimento próprio conhecido, um exoplaneta refutado (b)                                                          |
| Luhman 16 (WISE 1049−5319)                                          | A§                                               | 6.5029 ±0.0011         | Car*        | 10h 49m 18.9s −53° 19′ 10″                | L8±1                  | 0.032       | 10.7 J               | 14.2 J               | 501.557 ±0.082        | Anãs marrons mais próximas |
| Luhman 16 (WISE 1049−5319)                                          | B§                                               | 6.5029 ±0.0011         | Car*        | 10h 49m 18.9s −53° 19′ 10″                | T1±2                  | 0.027       |                      |                      | 501.557 ±0.082        | Anãs marrons mais próximas |
| WISE 0855−0714&                                                     | WISE 0855−0714&                                  | 7.430 ±0.041           | Hya*        | 08h 55m 10.8s -07° 14′ 43″                | Y4                    | 0.003-0.010 | 25.0 J               | 28.2 J               | 439.0 ±2.4            | Subanã marrom |
| Wolf 359 (CN Leonis)                                                | Wolf 359 (CN Leonis)                             | 7.8558 ±0.0013         | Leo*        | 10h 56m 29.2s +07° 00′ 53″                | M6.0V                 | 0.090       | 13.44                | 16.55                | 415.1794 ±0.0684      | Estrela eruptiva, tem 1 candidato e 1 exoplaneta refutado                                                                                |
| Lalande 21185 (BD+36°2147, Gliese 411, HD 95735)                    | Lalande 21185 (BD+36°2147, Gliese 411, HD 95735) | 8.3044 ±0.0007         | UMa*        | 11h 03m 20.2s +35° 58′ 12″                | M2.0V                 | 0.390       | 7.47                 | 10.44                | 392.7529 ±0.0321      | Dois exoplanetas conhecidos (2019, 2021)                                                                                                 |
| Alpha Canis Majoris                                                 | Sirius (A)$                                      | 8.7094 ±0.0054         | CMa*        | 06h 45m 08.9s −16° 42′ 58″                | A1V                   | 2.063       | −1.46                | 1.42                 | 374.4896 ±0.2313      | Estrela mais brilhante do céu noturno |
| Alpha Canis Majoris                                                 | B‡                                               | 8.7094 ±0.0054         | CMa*        | 06h 45m 08.9s −16° 42′ 58″                | DA2                   | 1.018       | 8.44                 | 11.34                | 374.4896 ±0.2313      | Estrela mais brilhante do céu noturno |
| Luyten 726-8 (Gliese 65)                                            | A (BL Ceti)                                      | 8.724 ±0.012           | Cet*        | 01h 39m 01.3s −17° 57′ 01″                | M5.5Ve                | 0.102       | 12.54                | 15.40                | 373.8443 ±0.5009      | Estrela eruptiva (membro arquetípico) |
| Luyten 726-8 (Gliese 65)                                            | B (UV Ceti)                                      | 8.724 ±0.012           | Cet*        | 01h 39m 01.3s −17° 57′ 01″                | M6.0Ve                | 0.100       | 12.99                | 15.85                | 373.8443 ±0.5009      | Estrela eruptiva (membro arquetípico) |
| Ross 154 (V1216 Sagittarii)                                         | Ross 154 (V1216 Sagittarii)                      | 9.7063 ±0.0009         | Sgr*        | 18h 49m 49.4s −23° 50′ 10″                | M3.5Ve                | 0.17        | 10.43                | 13.07                | 336.0266 ±0.0317      | Estrela eruptiva |
| Ross 248 (HH Andromedae)                                            | Ross 248 (HH Andromedae)                         | 10.3057 ±0.0014        | And*        | 23h 41m 54.7s +44° 10′ 30″                | M5.5Ve                | 0.136       | 12.29                | 14.79                | 316.4812 ±0.0444      | Estrela eruptiva |
| Ran (Epsilon Eridani)$                                              | Ran (Epsilon Eridani)$                           | 10.4749 ±0.0037        | Eri*        | 03h 32m 55.8s −09° 27′ 30″                | K2V                   | 0.820       | 3.73                 | 6.19                 | 311.37 ±0.11          | Três discos circunstelares, um exoplaneta confirmado (AEgir, 2000) e um candidato (c, 2002)                                              |
| Lacaille 9352 (Gliese 887)                                          | Lacaille 9352 (Gliese 887)                       | 10.7241 ±0.0007        | PsA*        | 23h 05m 52.0s −35° 51′ 11″                | M0.5V                 | 0.486       | 7.34                 | 9.75                 | 304.1354 ±0.0200      | Dois planetas, b e c, com evidência ambígua de um terceiro na zona habitável (2020)                                                      |
| Ross 128 (FI Virginis)                                              | Ross 128 (FI Virginis)                           | 11.0074 ±0.0011        | Vir*        | 11h 47m 44.4s +00° 48′ 16″                | M4.0Vn                | 0.168       | 11.13                | 13.51                | 296.3053 ±0.0302      | Estrela eruptiva, um exoplaneta (b) (2017)                                                                                               |
| EZ Aquarii (Gliese 866, Luyten 789-6)                               | A                                                | 11.109 ±0.034          | Aqr*        | 22h 38m 33.4s −15° 17′ 57″                | M5.0Ve                | 0.11        | 13.33                | 15.64                | 293.60 ±0.9           | Estrelas eruptivas A & B |
| EZ Aquarii (Gliese 866, Luyten 789-6)                               | B                                                | 11.109 ±0.034          | Aqr*        | 22h 38m 33.4s −15° 17′ 57″                | M?                    | 0.11        | 13.27                | 15.58                | 293.60 ±0.9           | Estrelas eruptivas A & B |
| EZ Aquarii (Gliese 866, Luyten 789-6)                               | C                                                | 11.109 ±0.034          | Aqr*        | 22h 38m 33.4s −15° 17′ 57″                | M?                    | 0.10        | 14.03                | 16.34                | 293.60 ±0.9           | Estrelas eruptivas A & B |
| Alpha Canis Minoris                                                 | Procyon (A)$                                     | 11.402 ±0.032          | CMi*        | 07h 39m 18.1s +05° 13′ 30″                | F5IV–V                | 1.499       | 0.38                 | 2.66                 | 286.05 ±0.81          | |
| Alpha Canis Minoris                                                 | B‡                                               | 11.402 ±0.032          | CMi*        | 07h 39m 18.1s +05° 13′ 30″                | DQZ                   | 0.602       | 10.70                | 12.98                | 286.05 ±0.81          | |
| 61 Cygni                                                            | A (BD+38°4343)$                                  | 11.4039 ±0.0012        | Cyg*        | 21h 06m 53.9s +38° 44′ 58″                | K5.0V                 | 0.70        | 5.21                 | 7.49                 | 286.0054 ±0.0289      | Primeira estrela (além do Sol) a medir a distância. Estrela eruptiva B, com possível planeta ou anã marrom. Possível disco circunstelar. |
| 61 Cygni                                                            | B (BD+38°4344)$                                  | 11.4039 ±0.0012        | Cyg*        | 21h 06m 55.3s +38° 44′ 31″                | K7.0V                 | 0.63        | 6.03                 | 8.31                 | 286.0054 ±0.0289      | Primeira estrela (além do Sol) a medir a distância. Estrela eruptiva B, com possível planeta ou anã marrom. Possível disco circunstelar. |
| Struve 2398 (Gliese 725, BD+59°1915)                                | A (HD 173739)                                    | 11.4908 ±0.0009        | Dra*        | 18h 42m 46.7s +59° 37′ 49″                | M3.0V                 | 0.334       | 8.90                 | 11.16                | 283.8401 ±0.0220      | Estrelas eruptivas, estrela B tem 2 candidatos a exoplanetas                                                                             |
| Struve 2398 (Gliese 725, BD+59°1915)                                | B (HD 173740)                                    | 11.4908 ±0.0009        | Dra*        | 18h 42m 46.9s +59° 37′ 37″                | M3.5V                 | 0.248       | 9.69                 | 11.95                | 283.8401 ±0.0220      | Estrelas eruptivas, estrela B tem 2 candidatos a exoplanetas                                                                             |
| Groombridge 34 (Gliese 15)                                          | A (GX Andromedae)                                | 11.6191 ±0.0008        | And         | 00h 18m 22.9s +44° 01′ 23″                | M1.5V                 | 0.38        | 8.08                 | 10.32                | 280.7068 ±0.0203      | Estrela eruptiva, dois exoplanetas conhecidos (Ab, 2014 e Ac, 2018)                                                                      |
| Groombridge 34 (Gliese 15)                                          | B (GQ Andromedae)                                | 11.6191 ±0.0008        | And         | 00h 18m 22.9s +44° 01′ 23″                | M3.5V                 | 0.15        | 11.06                | 13.30                | 280.7068 ±0.0203      | Estrela eruptiva |
| DX Cancri (G 51-15)                                                 | DX Cancri (G 51-15)                              | 11.6797 ±0.0027        | Cnc*        | 08h 29m 49.5s +26° 46′ 37″                | M6.5Ve                | 0.09        | 14.78                | 16.98                | 279.2496 ±0.0637      | Estrela eruptiva |
| Epsilon Indi (CPD−57°10015)                                         | A$                                               | 11.8670 ±0.0041        | Ind*        | 22h 03m 21.7s −56° 47′ 10″                | K5Ve                  | 0.754       | 4.69                 | 6.89                 | 274.8431 ±0.0956      | Um exoplaneta (Ab) (2018) |
| Epsilon Indi (CPD−57°10015)                                         | Ba§                                              | 11.8670 ±0.0041        | Ind*        | 22h 04m 10.5s −56° 46′ 58″                | T1.0V                 | 0.065       | 12.3 J               | 14.5 J               | 274.8431 ±0.0956      | |
| Epsilon Indi (CPD−57°10015)                                         | Bb§                                              | 11.8670 ±0.0041        | Ind*        | 22h 04m 10.5s −56° 46′ 58″                | T6.0V                 | 0.050       | 13.2 J               | 15.4 J               | 274.8431 ±0.0956      | |
| Tau Ceti (BD−16°295)$                                               | Tau Ceti (BD−16°295)$                            | 11.9118 ±0.0074        | Cet         | 01h 44m 04.1s −15° 56′ 15″                | G8.5Vp                | 0.783       | 3.49                 | 5.68                 | 273.8097 ±0.1701      | Um disco de detritos 4 exoplanetas confirmados (e, f, g e h) (2012, 2017), 4 candidatos a exoplanetas (b, c, d e "i") (2012, 2019)       |
| Gliese 1061 (LHS 1565)                                              | Gliese 1061 (LHS 1565)                           | 11.9839 ±0.0014        | Hor*        | 03h 35m 59.7s −44° 30′ 45″                | M5.5V                 | 0.113       | 13.09                | 15.26                | 272.1615 ±0.0316      | Tem 3 exoplanetas conhecidos (2019) |
| YZ Ceti (LHS 138)                                                   | YZ Ceti (LHS 138)                                | 12.1222 ±0.0015        | Cet         | 01h 12m 30.6s −16° 59′ 56″                | M4.5V                 | 0.130       | 12.02                | 14.17                | 269.0573 ±0.0337      | Estrela eruptiva, 3 exoplanetas (b, c e d) (2017)                                                                                        |
| Estrela de Luyten (BD+05°1668)                                      | Estrela de Luyten (BD+05°1668)                   | 12.3485 ±0.0019        | CMi         | 07h 27m 24.5s +05° 13′ 33″                | M3.5Vn                | 0.26        | 9.86                 | 11.97                | 264.1269 ±0.0413      | Tem 2 exoplanetas conhecidos (b, c) (2017) e dois exoplanetas suspeitos (d, e) (2019)                                                    |
| Estrela de Teegarden (SO025300.5+165258)                            | Estrela de Teegarden (SO025300.5+165258)         | 12.4970 ±0.0045        | Ari*        | 02h 53m 00.9s +16° 52′ 53″                | M6.5V                 | 0.08        | 15.14                | 17.22                | 260.9884 ±0.0934      | Tem 2 exoplanetas conhecidos (2019) |
| Estrela de Kapteyn (CD−45°1841)                                     | Estrela de Kapteyn (CD−45°1841)                  | 12.8308 ±0.0008        | Pic*        | 05h 11m 40.6s −45° 01′ 06″                | M1.5VI                | 0.281       | 8.84                 | 10.87                | 254.1986 ±0.0168      | Tem 2 exoplanetas refutados (b e c) (2014)                                                                                               |
| Lacaille 8760 (AX Microscopii)                                      | Lacaille 8760 (AX Microscopii)                   | 12.9472 ±0.0018        | Mic*        | 21h 17m 15.3s −38° 52′ 03″                | M0.0V                 | 0.60        | 6.67                 | 8.69                 | 251.9124 ±0.0352      | Estrela eruptiva e anã M mais brilhante no céu noturno                                                                                   |
| SCR 1845-6357                                                       | A                                                | 13.0638 ±0.0070        | Pav*        | 18h 45m 05.3s −63° 57′ 48″                | M8.5V                 | 0.07        | 17.39                | 19.41                | 249.6651 ±0.1330      | [ 35 ] |
| SCR 1845-6357                                                       | B§                                               | 13.0638 ±0.0070        | Pav*        | 18h 45m 02.6s −63° 57′ 52″                | T6                    | 0.03        | 13.3 J               | 15.3 J               | 249.6651 ±0.1330      | [ 35 ] |
| Kruger 60 (BD+56°2783)                                              | A                                                | 13.0724 ±0.0052        | Cep*        | 22h 27m 59.5s +57° 41′ 45″                | M3.0V                 | 0.271       | 9.79                 | 11.76                | 249.5 ±0.1            | Estrela eruptiva B |
| Kruger 60 (BD+56°2783)                                              | B (DO Cephei)                                    | 13.0724 ±0.0052        | Cep*        | 22h 27m 59.5s +57° 41′ 45″                | M4.0V                 | 0.176       | 11.41                | 13.38                | 249.5 ±0.1            | Estrela eruptiva B |
| DEN 1048-3956                                                       | DEN 1048-3956                                    | 13.1932 ±0.0027        | Ant*        | 10h 48m 14.7s −39° 56′ 06″                | M8.5V                 | 0.08        | 17.39                | 19.37                | 247.2156 ±0.0512      | [ 45 ] [ 46 ] |
| Ross 614 (V577 Monocerotis, Gliese 234)                             | A (LHS 1849)                                     | 13.363 ±0.040          | Mon*        | 06h 29m 23.4s −02° 48′ 50″                | M4.5V                 | 0.223       | 11.15                | 13.09                | 244.07 ±0.73          | Estrela eruptiva A |
| Ross 614 (V577 Monocerotis, Gliese 234)                             | B (LHS 1850)                                     | 13.363 ±0.040          | Mon*        | 06h 29m 23.4s −02° 48′ 50″                | M5.5V                 | 0.111       | 14.23                | 16.17                | 244.07 ±0.73          | Estrela eruptiva A |
| UGPS J0722-0540§                                                    | UGPS J0722-0540§                                 | 13.43 ±0.13            | Mon         | 07h 22m 27.3s –05° 40′ 30″                | T9                    | 0.010-0.025 | 16.52 J              | 18.45 J              | 242.8 ±2.4            | [ 50 ] |
| Wolf 1061 (Gliese 628, BD−12°4523)                                  | Wolf 1061 (Gliese 628, BD−12°4523)               | 14.0500 ±0.0016        | Oph         | 16h 30m 18.1s −12° 39′ 45″                | M3.0V                 | 0.294       | 10.07                | 11.93                | 232.1390 ±0.0268      | Três planetas (b, c e d) (2015) |
| Estrela de van Maanen (Gliese 35, LHS 7)‡                           | Estrela de van Maanen (Gliese 35, LHS 7)‡        | 14.0718 ±0.0011        | Psc*        | 00h 49m 09.9s +05° 23′ 19″                | DZ7                   | 0.67        | 12.38                | 14.21                | 231.7800 ±0.0183      | Anã branca flutuante mais próxima conhecida, terceiro possível disco de detritos da anã branca conhecida (1917)                          |
| Gliese 1 (CD−37°15492)                                              | Gliese 1 (CD−37°15492)                           | 14.1747 ±0.0022        | Scl*        | 00h 05m 24.4s −37° 21′ 27″                | M1.5 V                | 0.45-0.48   | 8.55                 | 10.35                | 230.0970 ±0.0362      | |
| TZ Arietis (Gliese 83.1, L 1159-16)                                 | TZ Arietis (Gliese 83.1, L 1159-16)              | 14.5780 ±0.0046        | Ari         | 02h 00m 13.2s +13° 03′ 08″                | M4.5V                 | 0.14        | 12.27                | 14.03                | 223.7321 ±0.0699      | Estrela eruptiva, tem um exoplaneta confirmado (b)                                                                                       |
| Wolf 424 (FL Virginis, LHS 333, Gliese 473)                         | A                                                | 14.595 ±0.031          | Vir         | 12h 33m 17.2s +09° 01′ 15″                | M5.5Ve                | 0.143       | 13.18                | 14.97                | 223.4775 ±0.4665      | Estrelas eruptivas |
| Wolf 424 (FL Virginis, LHS 333, Gliese 473)                         | B                                                | 14.595 ±0.031          | Vir         | 12h 33m 17.2s +09° 01′ 15″                | M7Ve                  | 0.131       | 13.17                | 14.96                | 223.4775 ±0.4665      | Estrelas eruptivas |
| Gliese 687 (LHS 450, BD+68°946)                                     | Gliese 687 (LHS 450, BD+68°946)                  | 14.8395 ±0.0014        | Dra         | 17h 36m 25.9s +68° 20′ 21″                | M3.0V                 | 0.401       | 9.17                 | 10.89                | 219.7898 ±0.0210      | Possível estrela eruptiva, dois exoplanetas (b) (2014) e (c) (2020)                                                                      |
| Gliese 674 (LHS 449)                                                | Gliese 674 (LHS 449)                             | 14.8492 ±0.0018        | Ara*        | 17h 28m 39.9s −46° 53′ 43″                | M3.0V                 | 0.35        | 9.38                 | 11.09                | 219.6463 ±0.0262      | Um exoplaneta (b) (2007) |
| LHS 292 (LP 731-58)                                                 | LHS 292 (LP 731-58)                              | 14.8706 ±0.0041        | Sex*        | 10h 48m 12.6s −11° 20′ 14″                | M6.5V                 | 0.08        | 15.60                | 17.32                | 219.3302 ±0.0602      | Estrela eruptiva |
| LP 145-141 (WD 1142-645, Gliese 440)‡                               | LP 145-141 (WD 1142-645, Gliese 440)‡            | 15.1226 ±0.0013        | Mus*        | 11h 45m 42.9s −64° 50′ 29″                | DQ6                   | 0.75        | 11.50                | 13.18                | 215.6753 ±0.0181      | |
| Gliese 1245                                                         | A (G 208-44 A)                                   | 15.2001 ±0.0034        | Cyg         | 19h 53m 54.2s +44° 24′ 55″                | M5.5V                 | 0.11        | 13.46                | 15.17                | 214.5745 ±0.0476      | Estrelas eruptivas |
| Gliese 1245                                                         | B (G 208-45)                                     | 15.2001 ±0.0034        | Cyg         | 19h 53m 55.2s +44° 24′ 56″                | M6.0V                 | 0.10        | 14.01                | 15.72                | 214.5745 ±0.0476      | Estrelas eruptivas |
| Gliese 1245                                                         | C (G 208-44 B)                                   | 15.2001 ±0.0034        | Cyg         | 19h 53m 54.2s +44° 24′ 55″                | M5.5                  | 0.07        | 16.75                | 18.46                | 214.5745 ±0.0476      | Estrelas eruptivas |
| WISE 1741+2553§                                                     | WISE 1741+2553§                                  | 15.22 ±0.20            | Her*        | 17h 41m 24.2s +25° 53′ 19″                | T9                    |             | 16.53 J              | 18.18 J              | 214.3 ±2.8            | |
| Gliese 876 (Ross 780)                                               | Gliese 876 (Ross 780)                            | 15.2382 ±0.0025        | Aqr         | 22h 53m 16.7s −14° 15′ 49″                | M3.5V                 | 0.37        | 10.17                | 11.81                | 214.0380 ±0.0356      | Quatro exoplanetas (d (2005), c (2001), b (1998) e e (2010))                                                                             |
| WISE 1639−6847§                                                     | WISE 1639−6847§                                  | 15.450 ±0.041          | TrA*        | 16h 39m 40.9s -68° 47′ 46″                | Y0.5                  |             | 20.57 J              | 22.10 J              | 211.11 ±0.56          | |
| LHS 288 (Luyten 143-23)                                             | LHS 288 (Luyten 143-23)                          | 15.7586 ±0.0034        | Car         | 10h 44m 21.2s −61° 12′ 36″                | M5.5V                 | 0.11        | 13.90                | 15.51                | 206.9698 ±0.0448      | |
| Gliese 1002                                                         | Gliese 1002                                      | 15.8060 ±0.0036        | Cet         | 00h 06m 43.8s −07° 32′ 22″                | M5.5V                 | 0.11        | 13.76                | 15.40                | 206.3500 ±0.0474      | Dois planetas conhecidos (b & c, 2022)                                                                                                   |
| DEN 0255-4700§                                                      | DEN 0255-4700§                                   | 15.877 ±0.014          | Eri         | 02h 55m 03.7s −47° 00′ 52″                | L7.5V                 | 0.025-0.065 | 22.92                | 24.44                | 205.4251 ±0.1857      | [ 46 ] |
| Groombridge 1618 (Gliese 380)$                                      | Groombridge 1618 (Gliese 380)$                   | 15.8857 ±0.0017        | UMa         | 10h 11m 22.1s +49° 27′ 15″                | K7.0V                 | 0.67        | 6.59                 | 8.16                 | 205.3148 ±0.0224      | Estrela eruptiva, um disco de detritos suspeito                                                                                          |
| Gliese 412                                                          | A                                                | 15.9969 ±0.0026        | UMa         | 11h 05m 28.6s +43° 31′ 36″                | M1.0V                 | 0.48        | 8.77                 | 10.34                | 203.8876 ±0.0332      | |
| Gliese 412                                                          | B (WX Ursae Majoris)                             | 15.9969 ±0.0026        | UMa         | 11h 05m 30.4s +43° 31′ 18″                | M5.5V                 | 0.10        | 14.48                | 16.05                | 203.8876 ±0.0332      | Estrela eruptiva |
| AD Leonis                                                           | AD Leonis                                        | 16.1939 ±0.0024        | Leo         | 10h 19m 36.4s +19° 52′ 10″                | M3.0V                 | 0.39-0.42   | 9.32                 | 10.87                | 201.4064 ±0.0296      | Estrela eruptiva, 1 exoplaneta refutado (b em 2020)                                                                                      |
| Gliese 832                                                          | Gliese 832                                       | 16.2005 ±0.0019        | Gru*        | 21h 33m 34.0s −49° 00′ 32″                | M1.5 V                | 0.45        | 8.66                 | 10.20                | 201.3252 ±0.0237      | Possível estrela eruptiva, dois exoplanetas; um confirmado (b (2008)), e o outro agora refutado (c (2014))                               |
| Gliese 682 (CD-44 11909)                                            | Gliese 682 (CD-44 11909)                         | 16.3328 ±0.0026        | Sco*        | 17h 37m 03.7s –44° 19′ 09″                | M4 V                  | 0.27        | 10.95                | 12.45                | 199.6944 ±0.0312      | Tem 2 exoplanetas em disputa |
| Omicron2 Eridani (40 Eridani, Gliese 166)                           | Keid (A)$                                        | 16.3330 ±0.0042        | Eri         | 04h 15m 16.3s -07° 39′ 10″                | K0.5 V                | 0.84        | 4.43                 | 5.93                 | 199.6911 ±0.0512      | Tem 1 exoplaneta conhecido |
| Omicron2 Eridani (40 Eridani, Gliese 166)                           | B‡                                               | 16.3330 ±0.0042        | Eri         | 04h 15m 21.8s −07° 39′ 29″                | DA4                   | 0.573       | 9.52                 | 11.02                | 199.6911 ±0.0512      | Tem 1 exoplaneta conhecido |
| Omicron2 Eridani (40 Eridani, Gliese 166)                           | C                                                | 16.3330 ±0.0042        | Eri         | 04h 15m 21.5s −07° 39′ 22″                | M4 V                  | 0.2036      | 11.24                | 12.74                | 199.6911 ±0.0512      | Tem 1 exoplaneta conhecido |
| EV Lacertae                                                         | EV Lacertae                                      | 16.4761 ±0.0018        | Lac*        | 22h 46m 49.7s +44° 20′ 02″                | M3.5 V                | 0.35        | 10.22                | 11.70                | 197.9573 ±0.0220      | Erupção estelar recorde observada |
| 70 Ophiuchi (Gliese 702)                                            | A$                                               | 16.7074 ±0.0087        | Oph         | 18h 05m 27.4s +02° 29′ 59″                | K0 V                  | 0.90        | 4.21                 | 5.66                 | 195.2166 ±0.1012      | |
| 70 Ophiuchi (Gliese 702)                                            | B$                                               | 16.7074 ±0.0087        | Oph         | 18h 05m 27.5s +02° 29′ 56″                | K5 V                  | 0.70        | 6.01                 | 7.46                 | 195.2166 ±0.1012      | |
| Altair (Alpha Aquilae)$                                             | Altair (Alpha Aquilae)$                          | 16.730 ±0.049          | Aql*        | 19h 50m 47.0s +08° 52′ 06″                | A7 IV-Vn              | 1.79        | 0.77                 | 2.22                 | 194.95 ±0.57          | |
| EI Cancri (GJ 1116, G 9-38)                                         | A                                                | 16.800 ±0.011          | Cnc         | 08h 58m 15.2s +19° 45′ 47″                | M5.5 V                | 0.12        | 14.06                | 15.50                | 194.1443 ±0.1228      | |
| EI Cancri (GJ 1116, G 9-38)                                         | B                                                | 16.800 ±0.011          | Cnc         | 08h 58m 15.2s +19° 45′ 47″                | M V                   | 0.10        | 14.92                | 16.36                | 194.1443 ±0.1228      | |
| WISE J150649.97+702736.1§                                           | WISE J150649.97+702736.1§                        | 16.856 ±0.052          | UMi*        | 15h 06m 52.4s +70° 27′ 25″                | T6                    |             | 13.74 J              | 15.17 J              | 193.5 ±0.6            | |
| GJ 3379 (G 99-49)                                                   | GJ 3379 (G 99-49)                                | 16.9861 ±0.0027        | Ori*        | 06h 00m 03.5s +02° 42′ 24″                | M3.5 V                | 0.2312      | 11.31                | 12.73                | 192.0135 ±0.0310      | |
| DENIS J081730.0-615520§                                             | DENIS J081730.0-615520§                          | 17.002 ±0.037          | Car         | 08h 17m 30.1s −61° 55′ 16″                | T6                    | 0.015       | 13.61 J              | 15.03 J              | 191.8362 ±0.4186      | |
| Gliese 445 (LHS 2459, G 254-29)                                     | Gliese 445 (LHS 2459, G 254-29)                  | 17.1368 ±0.0017        | Cam*        | 11h 47m 41.4s +78° 41′ 28″                | M3.5 V                | 0.14        | 10.79                | 12.19                | 190.3251 ±0.0194      | |
| 2MASS J15404342−5101357                                             | 2MASS J15404342−5101357                          | 17.3738 ±0.0046        | Nor*        | 15h 40m 43.5s -51° 01′ 36″                | M7 V                  | 0.090       | 15.26                | 16.63                | 187.7290 ±0.0496      | |
| 2MASS 0939−2448                                                     | A§                                               | 17.41 ±0.44            | Ant         | 09h 39m 35.5s −24° 48′ 28″                | T8 V                  | 0.019–0.048 | 15.61 J              | 16.97 J              | 187.3 ±4.6            | Anã marrom binária |
| 2MASS 0939−2448                                                     | B§                                               | 17.41 ±0.44            | Ant         | 09h 39m 35.5s −24° 48′ 28″                | T8 V                  | 0.019–0.038 |                      |                      | 187.3 ±4.6            | Anã marrom binária |
| Gliese 3323 (LHS 1723, LP 656-38)                                   | Gliese 3323 (LHS 1723, LP 656-38)                | 17.5309 ±0.0026        | Eri         | 05h 01m 57.4s −06° 56′ 46″                | M4 V                  | 0.1705      | 12.22                | 13.57                | 186.0466 ±0.0277      | Tem 2 exoplanetas conhecidos |
| Gliese 526 (Wolf 498, HD 119850)                                    | Gliese 526 (Wolf 498, HD 119850)                 | 17.7263 ±0.0024        | Boo*        | 13h 45m 43.8s +14° 53′ 29″                | M1 V                  | 0.28        | 8.46                 | 9.78                 | 183.9962 ±0.0253      | |
| Stein 2051 (Gliese 169.1, G 175-34)                                 | A                                                | 17.9925 ±0.0020        | Cam         | 04h 31m 11.5s +58° 58′ 37″                | M4 V                  | 0.252       | 11.04                | 12.33                | 181.2730 ±0.0203      | |
| Stein 2051 (Gliese 169.1, G 175-34)                                 | B‡                                               | 17.9925 ±0.0020        | Cam         | 04h 31m 12.6s +58° 58′ 41″                | DC5                   | 0.675       | 12.43                | 13.72                | 181.2730 ±0.0203      | |
| WISEP J111448.80-261828.2§                                          | WISEP J111448.80-261828.2§                       | 18.20 ±0.14            | Hya         | 11h 14m 51.3s −26° 18′ 24″                | T7.5                  | 0.029–0.048 | 15.86 J              | 17.12 J              | 179.2 ±1.4            | |
| Gliese 251 (Wolf 294, HD 265866)                                    | Gliese 251 (Wolf 294, HD 265866)                 | 18.2146 ±0.0028        | Gem*        | 06h 54m 49.0s +33° 16′ 05″                | M3 V                  | 0.360       | 10.02                | 11.29                | 179.0629 ±0.0280      | Tem 1 exoplaneta conhecido |
| LP 816-60                                                           | LP 816-60                                        | 18.3305 ±0.0038        | Cap*        | 20h 52m 33.0s -16° 58′ 29″                | M3.5 V                | 0.224       | 11.50                | 12.75                | 177.9312 ±0.0365      | |
| WISE 0350−5658§                                                     | WISE 0350−5658§                                  | 18.49 ±0.24            | Ret*        | 03h 50m 00.3s -56° 58′ 30″                | Y1                    |             | 22.47 J              | 23.70 J              | 176.4 ±2.3            | |
| WISEA J183537.82+325945.4                                           | WISEA J183537.82+325945.4                        | 18.5534 ±0.0049        | Lyr*        | 18h 35m 37.9s +32° 59′ 55″                | M8.5 V                | 0.053       | 18.27                | 19.50                | 175.7930 ±0.0468      | |
| Gliese 205 (Wolf 1453, HD 36395)                                    | Gliese 205 (Wolf 1453, HD 36395)                 | 18.6042 ±0.0022        | Ori         | 05h 31m 27.4s −03° 40′ 38″                | M1 V                  | 0.556       | 7.95                 | 9.17                 | 175.3131 ±0.0204      | Tem 2 exoplanetas candidatos |
| WISE J041521.21-093500.6§                                           | WISE J041521.21-093500.6§                        | 18.62 ±0.18            | Eri         | 04h 15m 19.5s −09° 35′ 07″                | T8                    | 0.03        | 15.34 J              | 16.56 J              | 175.2 ±1.7            | |
| Gliese 229 (HD 42581)                                               | A                                                | 18.7906 ±0.0018        | Lep*        | 06h 10m 34.6s −21° 51′ 53″                | M1.5 V                | 0.579       | 8.14                 | 9.34                 | 173.5740 ±0.0170      | Tem 2 exoplanetas conhecidos |
| Gliese 229 (HD 42581)                                               | B§                                               | 18.7906 ±0.0018        | Lep*        | 06h 10m 34.6s −21° 51′ 53″                | T6 V                  | 0.058       | 14.01 J              | 15.21 J              | 173.5740 ±0.0170      | Tem 2 exoplanetas conhecidos |
| Alsafi (Sigma Draconis)$                                            | Alsafi (Sigma Draconis)$                         | 18.7993 ±0.0081        | Dra         | 19h 32m 21.6s +69° 39′ 40″                | G9 V                  | 0.85        | 4.67                 | 5.87                 | 173.4939 ±0.0748      | |
| Ross 47 (Gliese 213)                                                | Ross 47 (Gliese 213)                             | 18.8883 ±0.0031        | Ori         | 05h 42m 09.3s +12° 29′ 21″                | M4 V                  | 0.35        | 11.57                | 12.76                | 172.6762 ±0.0286      | |
| Gliese 570 (Lalande 27173, 33 G. Librae)                            | A$                                               | 19.1987 ±0.0074        | Lib*        | 14h 57m 28.0s -21° 24′ 56″                | K4 V                  | 0.802       | 5.64                 | 6.79                 | 169.8843 ±0.0653      | |
| Gliese 570 (Lalande 27173, 33 G. Librae)                            | B                                                | 19.1987 ±0.0074        | Lib*        | 14h 57m 28.0s -21° 24′ 56″                | M1.5 V                | 0.55        | 8.30                 | 9.45                 | 169.8843 ±0.0653      | |
| Gliese 570 (Lalande 27173, 33 G. Librae)                            | C                                                | 19.1987 ±0.0074        | Lib*        | 14h 57m 28.0s -21° 24′ 56″                | M                     | 0.35        | 9.96                 | 11.11                | 169.8843 ±0.0653      | |
| Gliese 570 (Lalande 27173, 33 G. Librae)                            | D§                                               | 19.1987 ±0.0074        | Lib*        | 14h 57m 28.0s -21° 24′ 56″                | T7.5                  | 0.05        | 15.32 J              | 16.47 J              | 169.8843 ±0.0653      | |
| Gliese 693 (Luyten 205-128)                                         | Gliese 693 (Luyten 205-128)                      | 19.2078 ±0.0053        | Pav         | 17h 46m 32.4s -57° 19′ 09″                | M3 V                  | 0.26        | 10.76                | 11.91                | 169.8042 ±0.0465      | |
| Gliese 754 (Luyten 347-14)                                          | Gliese 754 (Luyten 347-14)                       | 19.2724 ±0.0067        | Tel*        | 19h 20m 48.0s −45° 33′ 30″                | M4 V                  | 0.173       | 12.23                | 13.37                | 169.2351 ±0.0588      | Tem 1 exoplaneta candidato |
| Gliese 908 (Lalande 46650, BR Piscium)                              | Gliese 908 (Lalande 46650, BR Piscium)           | 19.2745 ±0.0032        | Psc         | 23h 49m 12.5s +02° 24′ 04″                | M1 V                  | 0.37        | 8.98                 | 10.12                | 169.2163 ±0.0281      | |
| Gliese 752 (Wolf 1055, HD 180617)                                   | A                                                | 19.2922 ±0.0027        | Aql         | 19h 16m 55.3s +05° 10′ 08″                | M2.5 V                | 0.46        | 9.10                 | 10.24                | 169.0615 ±0.0239      | Tem 1 planeta conhecido |
| Gliese 752 (Wolf 1055, HD 180617)                                   | B (VB 10)                                        | 19.2922 ±0.0027        | Aql         | 19h 16m 57.6s +05° 09′ 02″                | M8 V                  | 0.075       | 17.45                | 18.59                | 169.0615 ±0.0239      | Anã vermelha muito pequena e muito fraca                                                                                                 |
| Gliese 588 (CD-40 9712)                                             | Gliese 588 (CD-40 9712)                          | 19.2996 ±0.0031        | Lup*        | 15h 32m 12.9s -41° 16′ 32″                | M2.5 V                | 0.43        | 9.31                 | 10.45                | 168.9965 ±0.0270      | Tem 2 exoplanetas candidatos |
| Eta Cassiopeiae (Gliese 34)                                         | Achird (A)$                                      | 19.3314 ±0.0025        | Cas*        | 00h 49m 06.3s +57° 48′ 55″                | G3 V                  | 0.972       | 3.46                 | 4.60                 | 168.7186 ±0.0216      | |
| Eta Cassiopeiae (Gliese 34)                                         | B                                                | 19.3314 ±0.0025        | Cas*        | 00h 49m 06.3s +57° 48′ 55″                | K7 V                  | 0.57        | 7.51                 | 8.65                 | 168.7186 ±0.0216      | |
| 36 Ophiuchi (Gliese 663)                                            | Guniibuu (A)$                                    | 19.4185 ±0.0036        | Oph         | 17h 15m 20.9s -26° 36′ 09″                | K1.5 V                | 0.85        | 5.07                 | 6.20                 | 167.9617 ±0.0311      | |
| 36 Ophiuchi (Gliese 663)                                            | B$                                               | 19.4185 ±0.0036        | Oph         | 17h 15m 21.0s -26° 36′ 10″                | K1 V                  | 0.85        | 5.08                 | 6.21                 | 167.9617 ±0.0311      | |
| 36 Ophiuchi (Gliese 663)                                            | C$                                               | 19.4185 ±0.0036        | Oph         | 17h 16m 13.4s -26° 32′ 46″                | K5 V                  | 0.71        | 6.32                 | 7.45                 | 167.9617 ±0.0311      | |
| YZ Canis Minoris (Ross 882, Gliese 285)                             | YZ Canis Minoris (Ross 882, Gliese 285)          | 19.5330 ±0.0040        | CMi         | 07h 44m 40.2s +03° 33′ 09″                | M4 V                  | 0.308       | 11.19                | 12.30                | 166.9769 ±0.0343      | |
| WISE 1541−2250§                                                     | WISE 1541−2250§                                  | 19.54 ±0.24            | Lib         | 15h 41m 51.6s −22° 50′ 25″                | Y0.5                  | 0.011       | 20.99 J              | 22.10 J              | 166.9 ±2.0            | |
| GJ 1005 (Luyten 722-22, G 158-50)                                   | A                                                | 19.577 ±0.035          | Cet         | 00h 15m 28.1s -16° 08′ 02″                | M3.5 V                | 0.179       | 11.60                | 12.71                | 166.6 ±0.3            | Distância incerta: 16.28±0.75, 17.91±0.67, 17.0±1.5, 16.26±0.76, 17.26, 19.695±0.095 anos-luz                                            |
| GJ 1005 (Luyten 722-22, G 158-50)                                   | B                                                | 19.577 ±0.035          | Cet         | 00h 15m 28.1s -16° 08′ 02″                | M V                   | 0.112       | 14.02                | 15.13                | 166.6 ±0.3            | Distância incerta: 16.28±0.75, 17.91±0.67, 17.0±1.5, 16.26±0.76, 17.26, 19.695±0.095 anos-luz                                            |
| HR 7703 (279 G. Sagittarii, HD 191408, Gliese 783, IRAS 20079-3614) | A$                                               | 19.609 ±0.013          | Sgr         | 20h 11m 11.93s –36° 06′ 04″               | K2.5 V                | 0.65        | 5.31                 | 6.41                 | 166.3272 ±0.1065      | |
| HR 7703 (279 G. Sagittarii, HD 191408, Gliese 783, IRAS 20079-3614) | B                                                | 19.609 ±0.013          | Sgr         | 20h 11m 11.93s –36° 06′ 04″               | M4 V                  | 0.24        | 11.50                | 12.60                | 166.3272 ±0.1065      | |
| 82 G. Eridani (e Eridani, Gliese 139, HD 20794)$                    | 82 G. Eridani (e Eridani, Gliese 139, HD 20794)$ | 19.7045 ±0.0093        | Eri         | 03h 19m 55.7s −43° 04′ 11″                | G8 V                  | 0.70        | 4.26                 | 5.35                 | 165.5242 ±0.0784      | Tem 3 exoplanetas confirmados, 3 exoplanetas candidatos, discos de poeira quentes e frios                                                |
| Gliese 268 (Ross 986, QY Aurigae)                                   | A                                                | 19.7414 ±0.0076        | Aur*        | 07h 10m 01.8s 38° 31′ 46″                 | M4.5 V                | 0.226       | 12.05                | 13.14                | 165.2147 ±0.0636      | |
| Gliese 268 (Ross 986, QY Aurigae)                                   | B                                                | 19.7414 ±0.0076        | Aur*        | 07h 10m 01.8s 38° 31′ 46″                 | M V                   | 0.192       | 12.45                | 13.54                | 165.2147 ±0.0636      | |
| Delta Pavonis$                                                      | Delta Pavonis$                                   | 19.893 ±0.015          | Pav         | 20h 08m 43.6s −66° 10′ 55″                | G8 IV                 | 1.051       | 3.55                 | 4.62                 | 163.9544 ±0.1222      | Tem 1 exoplaneta candidato |
| SIMP0136§                                                           | SIMP0136§                                        | 19.955 ±0.057          | Psc         | 01h 36m 56.5s +09° 33′ 47″                | T2.5                  | 0.012       | 13.25 J              | 14.32 J              | 163.4478 ±0.4629      | Planeta órfão, 12.7 MJ |
| 2MASS 0937+2931§                                                    | 2MASS 0937+2931§                                 | 19.96 ±0.22            | Leo         | 09h 37m 34.9s 29° 31′ 41″                 | T7                    | 0.040       | 14.65 J              | 15.71 J              | 163.39 ±1.76          | |
| Sistema                                                             | Estrela ou (sub) anã marrom                      | Distância (ly (±err))  | Constelação | Coordenadas: RA, Dec (Ep J2000, Eq J2000) | Classificação estelar | Massa M☉    | App.                 | Abs.                 | Paralaxe (mas (±err)) | Notas e referências adicionais |
| Designação                                                          | Designação                                       | Distância (ly (±err))  | Constelação | Coordenadas: RA, Dec (Ep J2000, Eq J2000) | Classificação estelar | Massa M☉    | Magnitude (mV ou mJ) | Magnitude (mV ou mJ) | Paralaxe (mas (±err)) | Notas e referências adicionais |

## Futuro distante e encontros passados

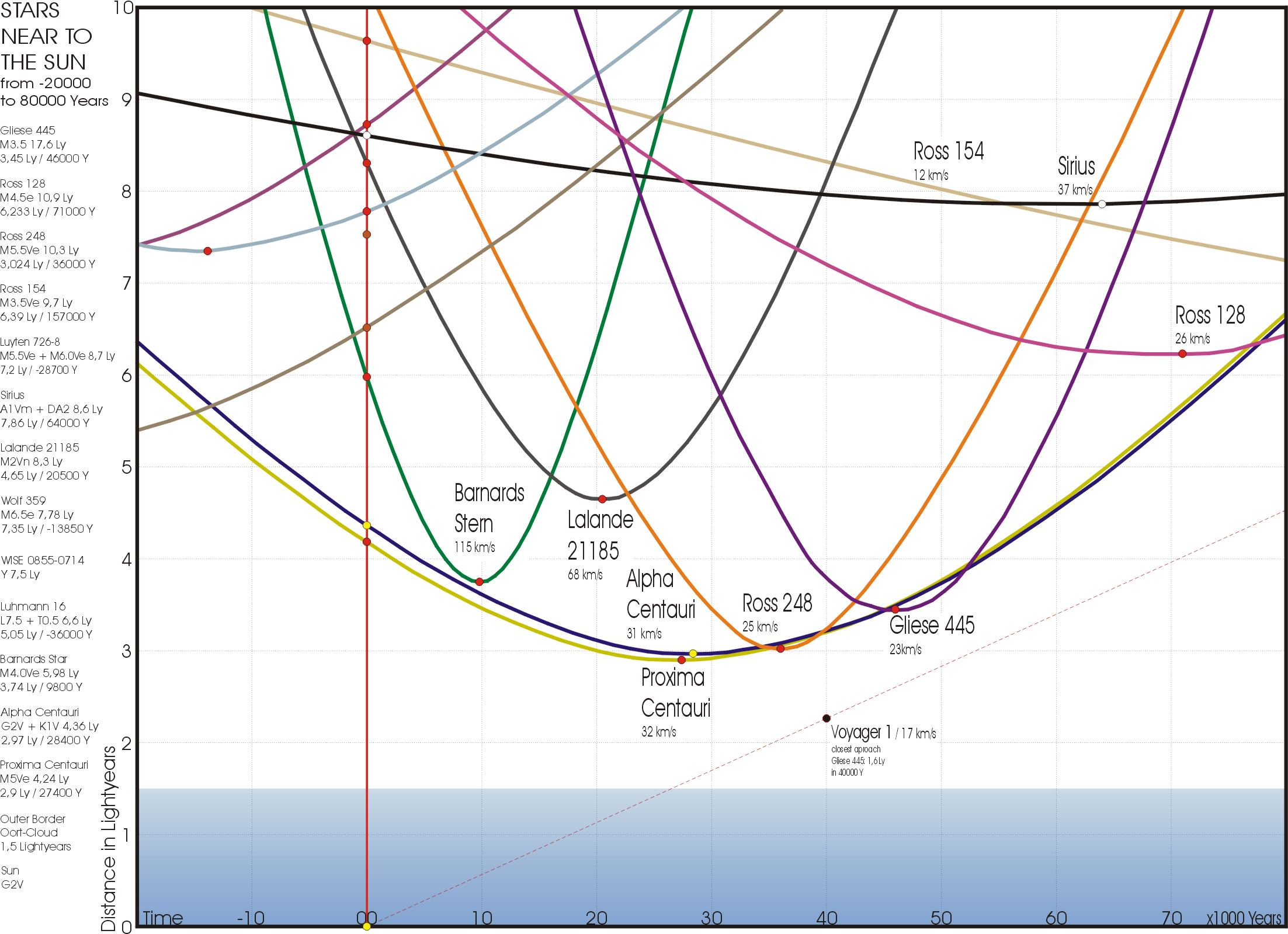
Distâncias das estrelas mais próximas de 20.000 anos atrás até 80.000 anos no futuro

Durante longos períodos de tempo, o movimento lento e independente das estrelas muda tanto na posição relativa quanto na distância do observador. Isso pode fazer com que outras estrelas atualmente distantes caiam dentro de um intervalo declarado, o que pode ser facilmente calculado e previsto usando medições astrométricas precisas de paralaxe e movimentos próprios totais, juntamente com velocidades radiais determinadas espectroscopicamente. Embora as previsões possam ser extrapoladas para o passado ou para o futuro, elas estão sujeitas a erros cumulativos significativos em períodos muito longos. As imprecisões desses parâmetros medidos tornam bastante difícil determinar as verdadeiras distâncias mínimas de quaisquer estrelas ou anãs marrons que se encontrem.
Uma das primeiras estrelas conhecidas a aproximar-se particularmente do Sol é Gliese 710. A estrela, cuja massa é aproximadamente metade da do Sol, está atualmente a 62 anos-luz do Sistema Solar. Foi notado pela primeira vez em 1999 usando dados do satélite Hipparcos, e estima-se que passará a menos de 1.3 anos-luz do Sol em 1.4 milhão de anos. Com o lançamento das observações de Gaia sobre a estrela, ela foi refinada para muito mais perto de 0.178 anos-luz, perto o suficiente para perturbar significativamente os objetos na nuvem de Oort, que se estende até 1.2 anos-luz do Sol.
O segundo objeto mais próximo conhecido por se aproximar do Sol só foi descoberto em 2018 após o segundo lançamento de dados do Gaia, conhecido como 2MASS J0610−4246. Sua abordagem não foi totalmente descrita por ser uma estrela binária distante com uma anã vermelha, mas quase certamente passou a menos de 1 ano-luz do Sistema Solar, aproximadamente 1.16 milhão de anos atrás.
O terceiro lançamento de dados do Gaia forneceu valores atualizados para muitos dos candidatos na tabela abaixo.
| Nome                                       | Número HIP        | Distância mínima (anos-luz) | Data de aproximação em milhares de anos | Distância atual (anos-luz) | Classificação estelar | Massa em M☉       | Magnitude aparente atual | Constelação atual   | Ascensão reta atual | Declinação atual |
| ------------------------------------------ | ----------------- | --------------------------- | --------------------------------------- | -------------------------- | --------------------- | ----------------- | ------------------------ | ------------------- | ------------------- | ---------------- |
| Gliese 710                                 | 89825             | 0.167±0.012                 | 1296+24 −23                             | 62.248±0.020               | K7V                   | 0.4–0.6           | 9.6                      | Serpens             | 18h 19m 50.843s     | −01° 56′ 18.98″  |
| HD 7977                                    | N/A               | 0.478+0.104 −0.078          | −2764+28 −29                            | 246.74±0.60                | G0V                   | ~1.2              | 9.04                     | Cassiopeia          | 01h 20m 31.597s     | +61° 52′ 57.08″  |
| Estrela de Scholz e companheira anã marrom | N/A               | 0.82+0.37 −0.22             | −78.5±0.7                               | 22.2±0.2                   | A: M9V B: T5          | A: 0.095 B: 0.063 | 18.3                     | Monoceros           | 07h 20m 03.20s      | -08° 46′ 51.2″   |
| 2MASS J0628+1845                           | N/A               | 1.61+0.28 −0.24             | 1720+150 −130                           | 272.28±0.80                | M2.5V                 | 0.28              | 16.2                     | Gemini              | 06h 28m 11.593s     | +18° 45′ 12.91″  |
| 2MASS J0805+4624                           | N/A               | 1.610+0.099 −0.092          | −363+13 −14                             | 238.1±1.0                  | M3V                   | 0.25              | 17.0                     | Lynx                | 08h 05m 29.038s     | +46° 24′ 51.78″  |
| CD-69 2001                                 | N/A               | 1.616+0.070 −0.068          | −1907±10                                | 332.61±0.55                | K4V                   | 0.61              | 11.13                    | Indus               | 21h 40m 31.514s     | -69° 25′ 14.58″  |
| HD 49995                                   | N/A               | 1.70+0.23 −0.20             | −4034+94 −98                            | 439.74±0.59                | A: F3V B: M1V         | A: 1.48 B: 0.49   | 8.78                     | Canis Major         | 06h 50m 20.810s     | -18° 37′ 30.58″  |
| 2MASS J0621-0101                           | N/A               | 1.71+0.46 −0.39             | −3206+68 −66                            | 428.8±3.1                  | G5V                   | 0.96              | 11.9                     | Orion               | 06h 21m 34.807s     | -01° 01′ 55.01″  |
| LSPM J2146+3813                            | N/A               | 1.8557±0.0048               | 84.59±0.19                              | 22.9858±0.0034             | M5V                   | ~0.15             | 10.82                    | Cygnus              | 21h 46m 22.285s     | +38° 13′ 03.12″  |
| 2MASS J0455+1144                           | N/A               | 1.94+0.16 −0.15             | 1702+58 −54                             | 349.50±0.80                | M0V                   | 0.50              | 15.3                     | Orion               | 04h 55m 21.427s     | +11° 44′ 41.25″  |
| 2MASS J0734-0637                           | N/A               | 1.950±0.021                 | −554.6±3.3                              | 130.66±0.12                | M0V                   | 0.50              | 12.9                     | Monoceros           | 07h 34m 39.097s     | -06° 37′ 12.21″  |
| 2MASS J1151-0313                           | N/A               | 1.98+0.20 −0.18             | 1017+60 −54                             | 125.88±0.41                | M3.5V                 | 0.23              | 15.3                     | Virgo               | 11h 51m 37.434s     | -03° 13′ 45.24″  |
| UCAC4 076-006432                           | N/A               | 2.042+0.034 −0.033          | −893.8+7.9 −8.0                         | 212.41±0.15                | mid K                 | ~0.6              | 12.69                    | Mensa               | 06h 34m 29.385s     | -74° 49′ 47.12″  |
| 2MASS J0120+4739                           | N/A               | 2.25+0.17 −0.15             | 473+27 −25                              | 237.56±0.66                | M3.5V                 | 0.25              | 16.5                     | Andromeda           | 01h 20m 04.561s     | +47° 39′ 46.56″  |
| TYC 6760-1510-1                            | N/A               | 2.46+0.19 −0.18             | −1708+44 −47                            | 102.89±0.16                | M1.5V                 | 0.58              | 11.5                     | Hydra               | 15h 00m 09.536s     | -29° 05′ 27.67″  |
| UCAC2 15719371                             | N/A               | 2.46±0.10                   | −4282+70 −73                            | 280.80±0.26                | K4V                   | 0.66              | 12.58                    | Antlia              | 09h 44m 09.884s     | -37° 45′ 31.09″  |
| TYC 1662-1962-1                            | N/A               | 2.637+0.055 −0.054          | −1536.6+9.0 −9.1                        | 286.51±0.40                | Early K               | ~0.8              | 10.95                    | Vulpecula           | 21h 14m 32.911s     | +21° 53′ 32.76″  |
| HD 179939                                  | 94512             | 2.65±0.17                   | 3020±25                                 | 334.32±0.88                | A3V                   | 1.7               | 7.23                     | Aquila              | 19h 14m 10.043s     | +07° 45′ 50.72″  |
| BD-21 1529                                 | N/A               | 2.701+0.059 −0.058          | −1660.1±6.3                             | 368.48±0.56                | G5V                   | ~0.95             | 9.67                     | Canis Major         | 06h 37m 48.004s     | -21° 22′ 21.94″  |
| 2MASS J1310-1307                           | N/A               | 2.79+0.59 −0.47             | −1520+150 −190                          | 433.0±2.6                  | M2.5V                 | 0.34              | 16.3                     | Virgo               | 13h 10m 30.804s     | -13° 07′ 33.55″  |
| UPM J1121-5549                             | N/A               | 2.803±0.020                 | −282.5+1.6 −1.7                         | 72.498±0.029               | M3V                   | 0.29              | 13.5                     | Centaurus           | 11h 21m 18.136s     | -55° 49′ 17.77″  |
| UCAC4 464-006057                           | N/A               | 2.812+0.052 −0.051          | 932±11                                  | 101.570±0.086              | Early M               | ~0.4              | 11.73                    | Taurus              | 04h 09m 02.050s     | +02° 45′ 38.32″  |
| UCAC4 213-008644                           | N/A               | 2.91+0.13 −0.12             | −306+12 −13                             | 80.987±0.048               | M5.0                  | 0.17              | 16.4                     | Puppis              | 06h 21m 54.714s     | -47° 25′ 31.33″  |
| Gliese 3649                                | N/A               | 3.016±0.024                 | −520.4±3.1                              | 54.435±0.023               | M1                    | 0.49              | 10.85                    | Leo                 | 11h 12m 38.97s      | +18° 56′ 05.4″   |
| Ross 248                                   | N/A               | 3.0446±0.0077               | 38.500±0.096                            | 10.3057±0.0014             | M6V                   | 0.136             | 12.29                    | Andromeda           | 23h 41m 54.99s      | +44° 10′ 40.8″   |
| 2MASS J1921-1244                           | N/A               | 3.08+0.21 −0.19             | −3490+120 −130                          | 376.46±0.73                | K6V                   | 0.69              | 12.46                    | Sagittarius         | 19h 21m 58.124s     | -12° 43′ 58.61″  |
| Proxima Centauri                           | 70890             | 3.123±0.015                 | 28.65±0.27                              | 4.24646±0.00028            | M5Ve                  | 0.15              | 11.05                    | Centaurus           | 14h 29m 42.949s     | −62° 40′ 46.14″  |
| TYC 9387-2515-1                            | N/A               | 3.220+0.081 −0.079          | −1509.1+8.6 −8.7                        | 401.96±0.54                | K1V                   | 0.86              | 11.45                    | Mensa               | 06h 18m 54.643s     | -80° 19′ 16.54″  |
| Alpha Centauri AB                          | A: 71683 B: 71685 | 3.242±0.060                 | 29.63+1.00 −0.98                        | 4.321±0.024                | A: G2V B: K1V         | A: 1.100 B: 0.907 | A: -0.01 B: +1.33        | Centaurus           | 14h 39m 36.495s     | −60° 50′ 02.31″  |
| Gliese 445                                 | 57544             | 3.3400±0.0051               | 46.341±0.065                            | 17.1368±0.0017             | M4                    | 0.15?             | 10.8                     | Camelopardalis      | 11h 47m 41.377s     | +78° 41′ 28.18″  |
| 2MASS J1638-6355                           | N/A               | 3.37+0.29 −0.28             | −1428+21 −22                            | 468.5±4.2                  | K2V                   | 0.82              | 12.44                    | Triangulum Australe | 16h 38m 21.759s     | -63° 55′ 13.16″  |
| 2MASS J0542+3217                           | N/A               | 3.43+0.75 −0.71             | 5823+89 −87                             | 884.6±2.4                  | A: G4V B: K0V         | A: 1.01 B: 0.85   | 12.80                    | Auriga              | 05h 42m 38.349s     | +32° 17′ 29.85″  |
| 2MASS J0625-2408                           | N/A               | 3.700+0.082 −0.080          | −1874±14                                | 534.88±0.93                | K/M                   | ~0.5              | 12.91                    | Canis Major         | 06h 25m 42.744s     | -24° 08′ 35.02″  |
| Estrela de Barnard                         | 87937             | 3.7682±0.0031               | 11.735±0.013                            | 5.96290±0.00044            | sdM4                  | 0.144             | 9.54                     | Ophiuchus           | 17h 57m 48.498s     | +04° 41′ 36.25″  |
| BD+05 1792                                 | N/A               | 3.965±0.040                 | −962.7±3.0                              | 239.73±0.33                | G2V                   | 1.07              | 8.58                     | Gemini              | 07h 48m 07.037s     | +05° 27′ 22.51″  |
| 2MASS J2241-2759                           | N/A               | 4.05±0.16                   | −2810+37 −38                            | 411.06±0.76                | K7V                   | ~0.5              | 12.28                    | Piscis Austrinus    | 22h 41m 50.996s     | -27° 59′ 47.04″  |
| 2MASS J1724-0522                           | N/A               | 4.15+0.26 −0.25             | 3058+54 −52                             | 489.5±1.3                  | K0V                   | 0.86              | 12.73                    | Ophiuchus           | 17h 24m 55.056s     | -05° 22′ 11.45″  |
| StKM 1-554                                 | N/A               | 4.217+0.036 −0.035          | −549.9+2.9 −3.0                         | 151.97±0.19                | M0V                   | 0.65              | 12.17                    | Orion               | 05h 14m 01.871s     | +05° 22′ 56.26″  |
| Gliese 3379                                | N/A               | 4.227±0.024                 | −157.43+0.93 −0.94                      | 16.9861±0.0027             | M3.5V                 | 0.19              | 11.31                    | Orion               | 06h 00m 03.824s     | +02° 42′ 22.97″  |
| 2MASS J1936+3627                           | N/A               | 4.23+0.62 −0.57             | 3830+120 −110                           | 671.6±3.4                  | G5.5V                 | 0.95              | 12.2                     | Cygnus              | 19h 36m 57.294s     | +36° 27′ 57.71″  |
| 2MASS J0710+5228                           | N/A               | 4.303±0.039                 | 507.6+3.8 −3.7                          | 90.949±0.050               | M3V                   | 0.33              | 12.52                    | Lynx                | 07h 10m 52.167s     | +52° 28′ 18.49″  |
| HD 146248                                  | N/A               | 4.341+0.040 −0.039          | −1141.5±3.7                             | 334.87±0.47                | G2/3IV                | 1.23              | 9.47                     | Triangulum Australe | 16h 19m 27.875s     | -64° 50′ 34.38″  |
| 2MASS J1724+0355                           | N/A               | 4.37±0.12                   | 1991+38 −37                             | 254.99±0.26                | G8V                   | 0.85              | 12.54                    | Ophiuchus           | 17h 24m 34.633s     | +03° 55′ 26.75″  |
| StKM 1-1456                                | N/A               | 4.396±0.043                 | 1240.2+6.9 −6.8                         | 144.934±0.095              | A: K5V B: M8V         | A: 0.81 B: 0.09   | 10.58                    | Hercules            | 17h 17m 31.118s     | +15° 34′ 55.35″  |
| Zeta Leporis                               | 27288             | 4.43+0.33 −0.30             | −878+42 −46                             | 72.81±0.40                 | A2Vann                | 2.0               | 3.55                     | Lepus               | 05h 46m 57.341s     | −14° 49′ 19.02″  |
| Lalande 21185                              | 54035             | 4.6807±0.0055               | 21.973±0.033                            | 8.30437±0.00068            | M2V                   | 0.39              | 7.52                     | Ursa Major          | 11h 03m 20.194s     | +35° 58′ 11.55″  |
| HD 68814                                   | 40317             | 4.724+0.090 −0.089          | −2242±13                                | 259.85±0.30                | G6V                   | 0.98              | 9.57                     | Hydra               | 08h 13m 57.112s     | -04° 03′ 12.56″  |
| 2MASS J1941-4602                           | N/A               | 4.814+0.050 −0.049          | −456.5+4.1 −4.2                         | 66.848±0.033               | M4-M6                 | ~0.15             | 12.4                     | Telescopium         | 19h 41m 53.18s      | -46° 02′ 31.4″   |

### Listas relacionadas
- Lista de estrelas com imagens resolvidas
- Lista das estrelas mais brilhantes
- Lista de sistemas estelares dentro de 20–25 anos-luz
- Lista de sistemas estelares dentro de 25–30 anos-luz
- Lista de sistemas estelares dentro de 30–35 anos-luz
- Lista de sistemas estelares dentro de 35–40 anos-luz
- Lista de sistemas estelares dentro de 40–45 anos-luz
- Lista de sistemas estelares dentro de 45–50 anos-luz
- Lista das estrelas brilhantes mais próximas
- Lista histórica das estrelas mais brilhantes
- Lista de exoplanetas mais próximos
- Lista de candidatos a exoplanetas terrestres mais próximos
- Lista de objetos de massa planetária órfãos mais próximos
- Lista de associações estelares e grupos móveis mais próximos
- Lista de regiões formadoras de estrelas no Grupo Local
- Listas de estrelas
- Lista de objetos do Sistema Solar por maior afélio
- Lista de objetos transnetunianos